# Sztuka naskalna w regionie Ha’il
Sztuka naskalna w regionie Ha’il (arab. ‏الفنون الصخرية في منطقة حائل‎) – obiekt kulturowy wpisany w 2015 roku na listę światowego dziedzictwa UNESCO, obejmujący dwa stanowiska petroglifów znajdujących się w prowincji Ha’il, w północnej części Arabii Saudyjskiej.

## Charakterystyka
Wpisane na listę światowego dziedzictwa dobro obejmuje obszar o powierzchni 2 043,8 ha i składa się z dwóch części:
- góry Dżabal Umm Sinman(inne języki) (arab. ‏جبل أم سنمان‎) w południowej części pustyni Wielki Nefud, na północny zachód od miasta Ha’il,
- gór Dżabal al-Mandżur(inne języki) (arab. ‏جبل المنجور‎) i Dżabal Rata(inne języki) (arab. ‏جبل راطا‎) koło Asz-Szuwajmis(inne języki).

Wysokość Dżabal Umm Sinman wynosi 1264 m n.p.m.; szczyt ten wznosi się ok. 450 m powyżej poziomu otaczającej pustyni. U jego stóp znajdowało się niegdyś jezioro, które w szczytowym momencie mierzyło 20 km długości i 5 km szerokości i jako źródło wody pitnej dla ludzi i zwierząt przyczyniło się do powstania w tym miejscu osiedla ludzkiego. W połowie holocenu miejsce to zaczęło jednak pustynnieć, jezioro wyschło, a w jego miejscu pozostała istniejąca do czasów współczesnych oaza Dżubba (arab. ‏جبة‎). Obszar Dżabal Umm Sinman obejmuje 14 skupisk petroglifów ulokowanych wokół najniższych zboczy góry i kończących się w miejscu jej zetknięcia z otaczającą pustynią.
Wzniesienia Dżabal al-Mandżur i Dżabal Rata położone są z kolei w miejscowości Asz-Szuwajmis (arab. ‏الشويمس‎), ok. 300 km na południowy zachód od Ha’il, na polu wulkanicznym Harrat Chajbar (arab. ‏حَرَّة خَيْبَر‎). Mają charakter skalistych skarp – brzegów dawnego uedu współcześnie zasypanego piaskiem, którego korytem we wczesnym holocenie okresowo płynęła woda. Obszar Dżabal al-Mandżur i Dżabal Rata obejmuje 18 skupisk sztuki naskalnej, a także piaszczystą dolinę znajdującą się pomiędzy obiema górami.

## Petroglify
Ryty naskalne w regionie Ha’il powstawały na przestrzeni 10 tys. lat, reprezentując tradycje sztuki naskalnej neolitu, chalkolitu i epoki żelaza. Odzwierciedlają one zmiany gospodarcze i kulturowe postępujące wraz ze zmianami klimatu w regionie oraz formy dostosowywania się do nich lokalnych społeczności. Najstarsze są rysunki przedstawiające m.in. koziorożce, twarze i sylwetki postaci ludzkich, w tym myśliwych, bóstwa oraz zjawiska pogodowe. Petroglify z tego okresu przedstawiają też oryksy, gazele, strusie i lwy. Z czasem pojawiły się wizerunki udomowionych zwierząt, takich jak bydło, kozy czy liczący 3,5  tys. lat rysunek koni ciągnących rydwan. Odkryte na stanowisku koło Asz-Szuwajmis, liczące ok. 8–9 tys. lat wizerunki psów, prawdopodobnie na smyczach, to jedno z najstarszych (a być może najstarsze) stworzonych przez człowieka przedstawień tego gatunku.
Gdy po wyschnięciu jeziora istniejącego w okolicy Dżabal Umm Sinman miejscowi przodkowie Beduinów rozpoczęli hodowlę wielbłądów, zwierzęta te również stały się motywem petroglifów. Liczne są również tamudyjskie oraz wczesnoarabskie inskrypcje zapisane pismem kufickim. Ogólną liczbę rysunków oraz inskrypcji w regionie Ha’il szacuje się na ok. 15 tysięcy.

## Galeria

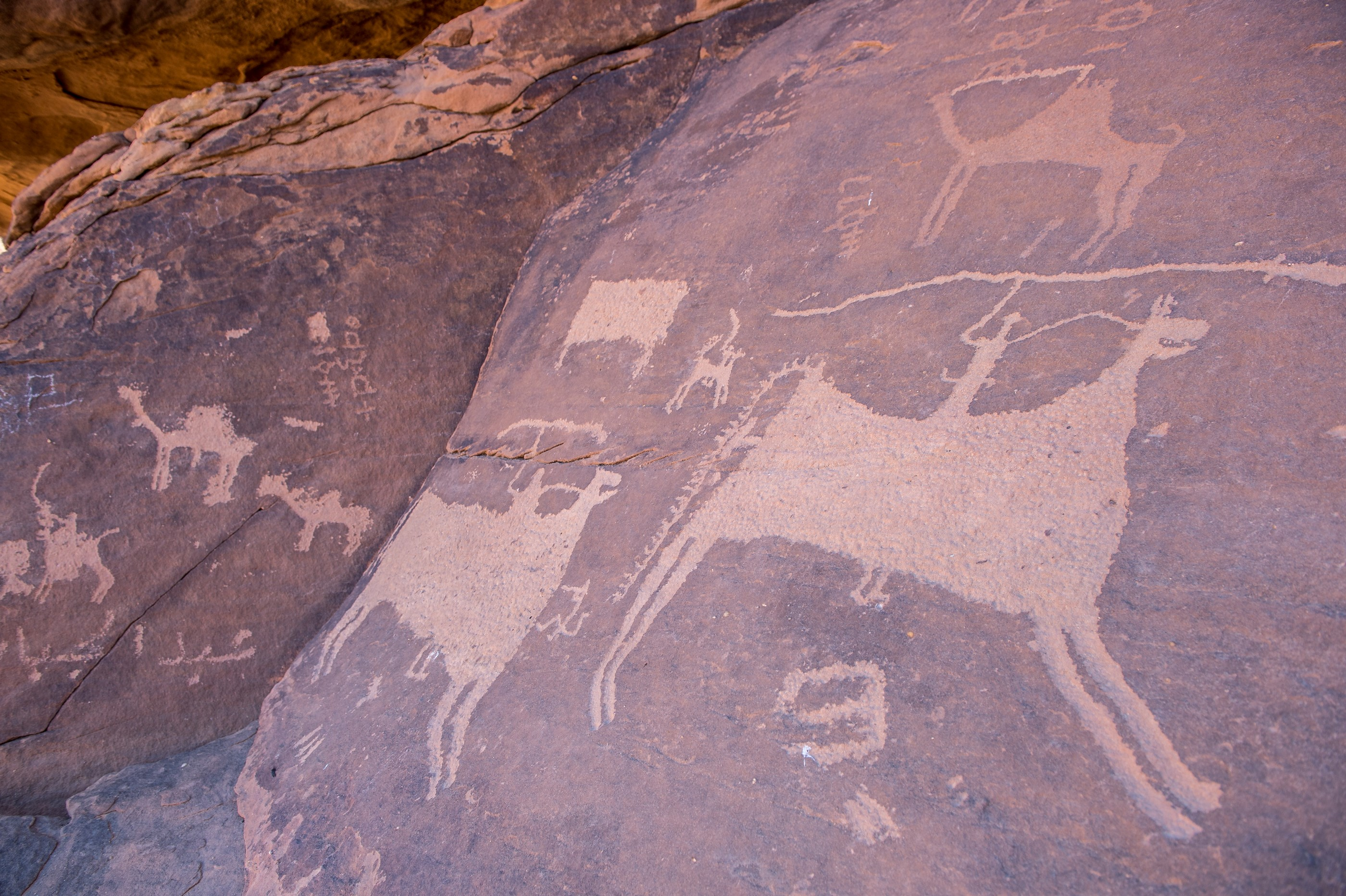
Sceny polowania (2015)
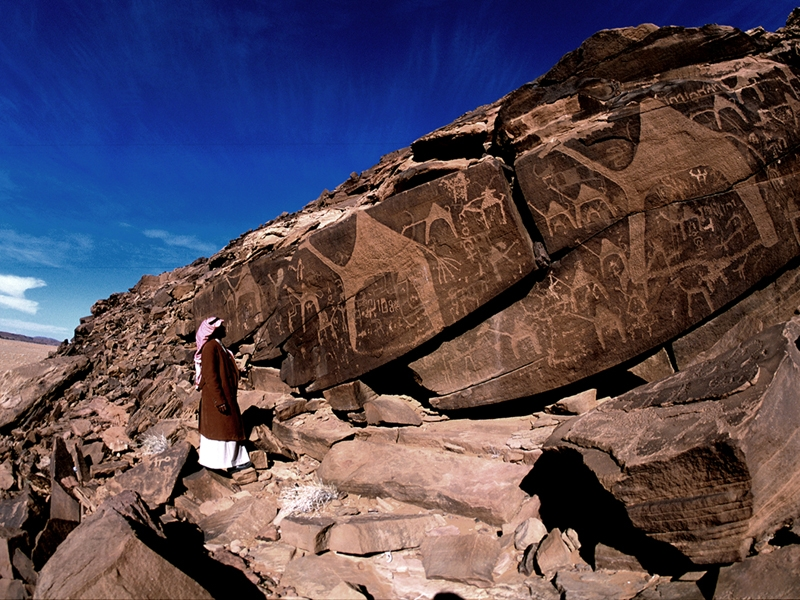
Wizerunki wielbłądów (2008)
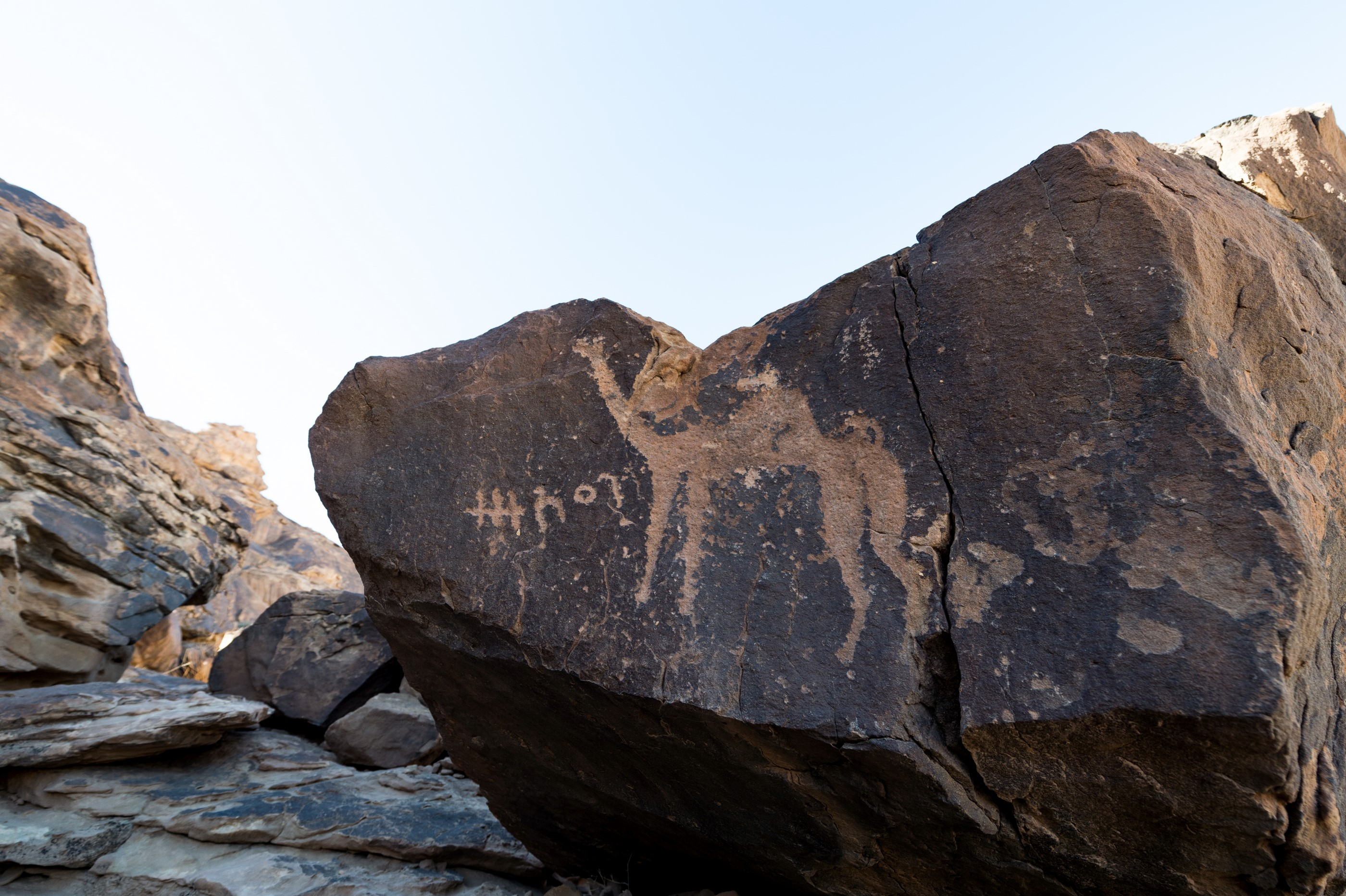
Wizerunek wielbłąda (2015)
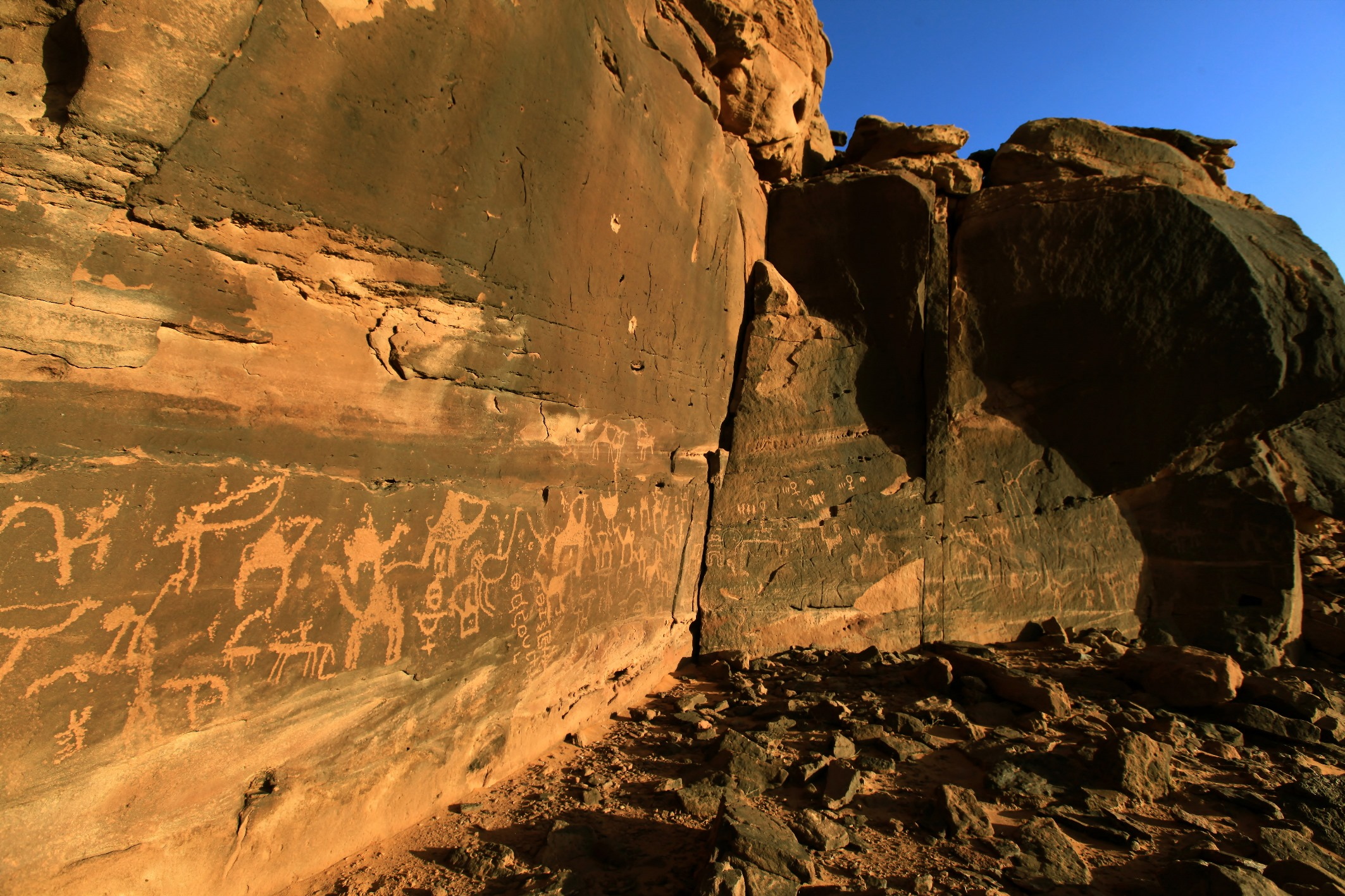
Petroglify w regionie Ha’il (2012)